# 神奈川県立歴史博物館
神奈川県立歴史博物館（かながわけんりつれきしはくぶつかん）は、神奈川県横浜市中区南仲通にある神奈川県の文化と歴史に関する博物館。馬車道に面している。
1967年（昭和42年）に神奈川県立博物館として開館。日本の総合博物館として先駆的な存在だった。1995年（平成7年）に自然史分野は分離されて神奈川県立生命の星・地球博物館（小田原市入生田）へ再整備され、当館は人文系の歴史博物館として再整備された。横浜で貿易商をしていた丹波恒夫の浮世絵コレクション6,000点以上などを所蔵している。
2025年（令和7年）1月から2026年（令和8年）9月（予定）まで改修工事のために休館しており、建物の長寿命化や照明のLED化などを実施する。

## 建物と敷地

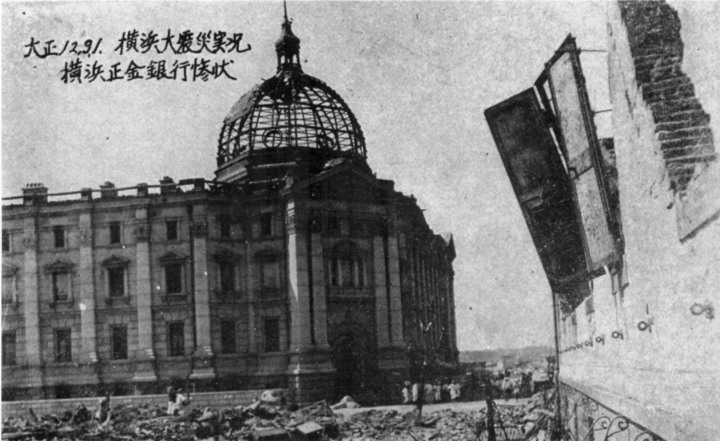
関東大震災で被災した横浜正金銀行。地下室に避難した人々は無事だったが、敷地内・周辺で多数の焼死者が出た。

建物は、歴史主義建築（ネオ・バロック様式）に属する明治30年代における代表的なドイツの近代洋風建築の影響を強く受けた建造物である。
横浜正金銀行本店として1900年（明治33年）に着工し、1904年（明治37年）に完成した。妻木頼黄が設計、遠藤於莵が工事監督を務めた古典主義様式建築。1923年（大正12年）9月1日の関東大震災の火災により建物のドームが焼失する。1947年（昭和22年）には、横浜正金銀行を引き継いだ東京銀行が発足し、東京銀行横浜支店として使用された。1964年（昭和39年）に神奈川県が建物を買い取り、建物の増築・改修工事を行い、関東大震災で焼失したドーム屋根の復元を行う。1967年（昭和42年）3月20日に神奈川県立博物館として開館する。
1969年（昭和44年）、建物が「旧横浜正金銀行本店本館」として国の重要文化財に指定され、1995年（平成7年）には敷地を含め「旧横浜正金銀行本店」として国の史跡に指定されている。外観のよく保存された、優れた意匠をもつ洋風建築であり、明治以降の建築物を伴う遺跡で国より史跡の指定を受けたのはこれが最初である。
- 竣工 - 1904年（明治37年）
- 構造・規模 - 石・煉瓦造、地上3階、地下1階、正面中央八角塔屋付、ドライエリヤ石塀附属
- 建築面積 - 1,998.3平方メートル

## 所蔵資料・刊行物のオンライン公開
- 神奈川県立歴史博物館デジタルアーカイブ - 所蔵資料のデジタルアーカイブ
- 『神奈川県立博物館研究報告—人文科学—』（考古学分野の刊行物は「全国遺跡報告総覧」でも公開）
- 赤星直忠考古学研究資料デジタルアーカイブ - 「赤星直忠考古学研究資料」（赤星直忠博士文化財資料館所蔵）の公開

## 交通
- みなとみらい線 馬車道駅徒歩1分
- 横浜市営地下鉄ブルーライン 関内駅徒歩5分
- JR根岸線 関内駅徒歩8分
- JR根岸線 桜木町駅徒歩8分
- 横浜市営バス「本町4丁目」「横浜市役所前」から徒歩4分